# Bad Brambach
Bad Brambach (en allemand : /baːt ˈbʁamˌbax/, ? Écouter [Fiche]) est une commune de Saxe (Allemagne), située dans l'arrondissement du Vogtland, dans le district de Chemnitz. 

## Géographie
Bad Brambach est située dans la partie sud du Vogtland, à 33,5 km au sud-est de Plauen, à 39,5 km à l'ouest de Karlovy Vary et à 81 km au sud-ouest de Chemnitz. 
La commune est limitée à l'ouest, au sud et à l'est par la République tchèque, au nord par Bad Elster et Markneukirchen. 
La station hydrominérale se trouve dans une vallée qui s'étend de l'ouest à l'est, où coule le ruisseau Röthenbach qui change son nom en Fleißenbach dans le village.

## Histoire
Bad Brambach est connue pour une source d’eau minérale très radioactive (Wettinquelle) qui est découverte en 1911. D'autres sources d’eau minérale sont déjà exploitées depuis 1860. En 1922, la commune de Brambach est reconnue comme station hydrominérale et porte depuis le nom Bad Brambach (Radiumbad Brambach de 1933 à 1963).

## Transports
La route principale est la route fédérale B 92 qui fait partie de la route européenne 49 reliant Magdebourg à Plzeň et Vienne. Bad Brambach possède une gare sur la ligne ferroviaire entre Plauen et Cheb, il y a aussi une halte à Raun.